# Roppersthal

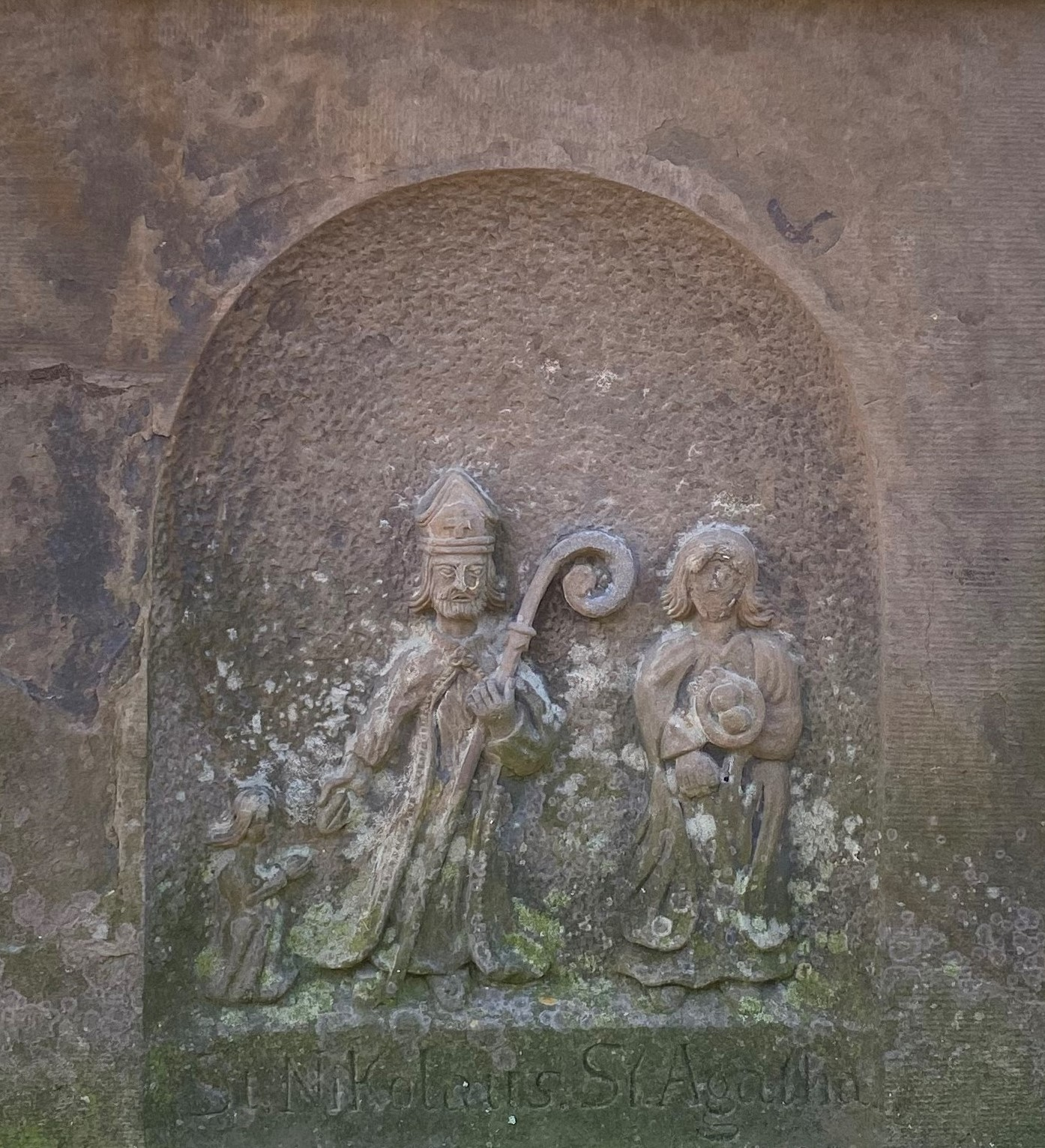
Wegekreuz-Relief

Roppersthal ist eine Ortschaft in der Gemeinde Wipperfürth im Oberbergischen Kreis im Regierungsbezirk Köln in Nordrhein-Westfalen (Deutschland).

## Lage und Beschreibung
Der Ort liegt im Süden der Stadt Wipperfürth an der Landesstraße 284. Am westlichen Ortsrand mündet der Roppersthaler Bach in den vorbeifließenden Pasbach. Nachbarorte sind Poshof, Sassenbach, Kleinscherkenbach und Sonnenberg.
Politisch wird Roppersthal durch den Direktkandidaten des Wahlbezirks 7.2 (072) südöstliches Stadtgebiet im Rat der Stadt Wipperfürth vertreten.

## Geschichte
Um 1449 wird der Ort erstmals unter der Bezeichnung „Ropertdaill“ in einer Liste der zu Wipperfürth gehörenden Bürgergüter genannt. Die Karte Topographia Ducatus Montani aus dem Jahre 1715 zeigt einen Hof und bezeichnet diesen mit „Rupestahl“. Die Topographische Aufnahme der Rheinlande von 1825 zeigt auf umgrenztem Hofraum unter dem Namen „Ropperzdahl“ zwei getrennt voneinander liegende Grundrisse. In der Preußischen Uraufnahme von 1840 bis 1844 verwendet man die Schreibweise „Ruppesthal“. Ab der topografischen Karte von 1894 bis 1896 wird der heute gebräuchliche Ortsname Roppersthal verwendet.
Aus dem Jahre 1871 stammt ein im Ortsbereich befindliches Wegekreuz aus Sandstein, das heute unter Denkmalschutz steht. Es wurde direkt gegenüber dem Haus 10  errichtet, zu dem es einst gehörte, mittlerweile steht es aber auf dem Grund von Haus 12. Im Mittelteil sieht man die Reliefs des Hl. Nikolaus und der Hl. Agatha, darüber ein Kruzifix und Korpus. Inschrift lautet:„Im Kreuz ist Heil/den Juden ein Aergernis/und den Heiden eine Thorheit“ sowie „Errichtet von den Eheleuten/Wilhelm Sonnenberg 1871/Zum Andenken/an den letzten Stammhalter/unserer Familie/Ob. Wachm. Willi Sonnenberg/geb. 7.5.1915 gefl. 20.4.1945/bei Stuttgart“.

## Busverbindungen
Über die im Ort befindliche Haltestelle Roppersthal der Linie 332 (VRS/OVAG) ist Poshof an den öffentlichen Personennahverkehr angebunden.